# 51. Sinfonie (Haydn)
Die Sinfonie B-Dur Hoboken-Verzeichnis I:51 komponierte Joseph Haydn um 1773 während seiner Anstellung als Kapellmeister beim Fürsten Nikolaus I. Esterházy. Die Sinfonie fällt durch ihre ungewöhnlich schwierigen Hornstimmen und die zwei Trios im Menuett auf.

## Allgemeines

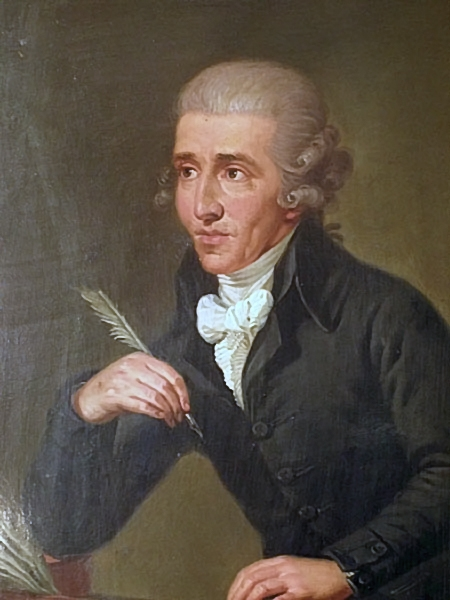
Joseph Haydn (Gemälde von Ludwig Guttenbrunn, um 1770)

Die Sinfonie Nr. 51, deren Autograph nicht erhalten ist, komponierte Haydn um 1773 während seiner Anstellung als Kapellmeister beim Fürsten Nikolaus I. Esterházy.

„Die ganze Sinfonie birgt eine Vielfalt interessanter Details und köstlicher Einfälle (…), vor allem im Kopfsatz mit seiner frappierenden Anhäufung dynamischer Zeichen, seiner Vorliebe für scharfe Kontraste.“

Die Hornsoli für die Hörner im zweiten Satz und im zweiten Trio vom Menuett stellen an die Hornisten hohe Anforderungen.

## Zur Musik
Besetzung: zwei Oboen, zwei Hörner, zwei Violinen, Viola, Cello, Kontrabass. Zur Verstärkung der Bass-Stimme wurde damals auch ohne gesonderte Notierung ein Fagott eingesetzt. Über die Beteiligung eines Cembalo-Continuos in Haydns Sinfonien bestehen unterschiedliche Auffassungen.
Aufführungszeit: ca. 20 bis 25 Minuten (je nach Einhalten der vorgeschriebenen Wiederholungen).
Bei den hier benutzten Begriffen der Sonatensatzform ist zu berücksichtigen, dass dieses Schema in der ersten Hälfte des 19. Jahrhunderts entworfen wurde (siehe dort) und von daher nur mit Einschränkungen auf ein um 1773 komponiertes Werk übertragen werden kann. – Die hier vorgenommene Beschreibung und Gliederung der Sätze ist als Vorschlag zu verstehen. Je nach Standpunkt sind auch andere Abgrenzungen und Deutungen möglich.

### Erster Satz: Vivace
B-Dur, 3/4-Takt, 209 Takte

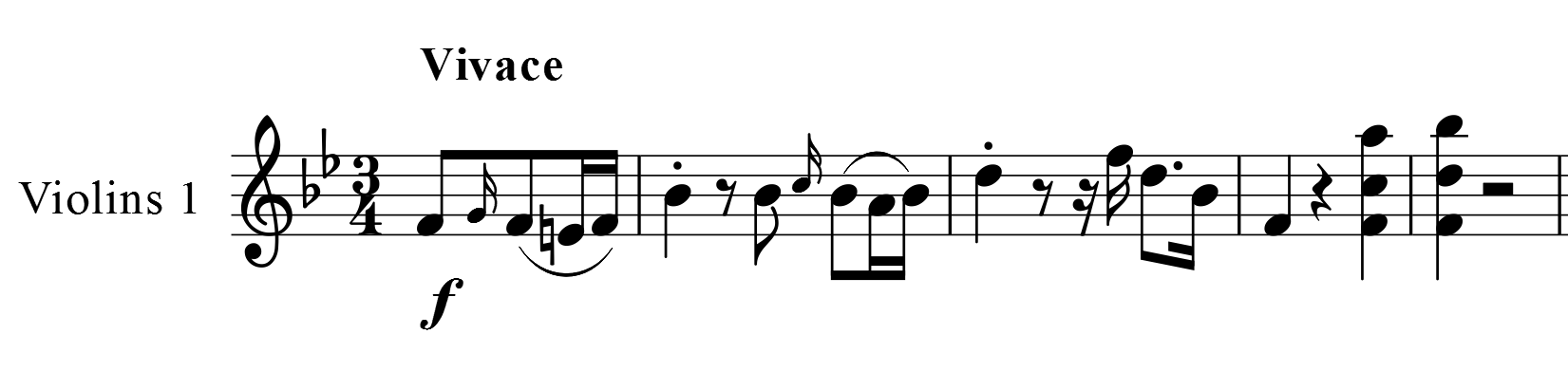
Beginn des Vivace mit der aufstrebenden Unisono-Figur

Das erste Thema besteht aus drei Teilen, wobei die Dynamik immer mehr abnimmt: Zunächst setzt das ganze Orchester forte und unisono mit einer aufstrebenden, rhythmisch prägnanten Figur an, deren schließende, energische Dominante-Tonika – Kadenz etwas an das Ende von Sätzen oder Satzteilen erinnert. Anschließend spielen die Streicher piano eine kontrastierende „weiche, sanfte Cantilene“ in fallender Linie, gefolgt vom „geheimnisvollen“ tiefen Terzschritt abwärts des 2. Horns und der Streicher im Pianissimo („Terzmotiv“). Die Terz endet nicht auf der Tonika B, sondern „offen“ auf der Dominante D. Der thematische Komplex wird nun wiederholt, wobei der zweite Teil verziert ist und das Terzmotiv nahtlos in den folgenden dramatischen Block führt. Dieser steht durchweg im Fortissimo und beginnt in g-Moll. Der Abschnitt verarbeitet zunächst in der stimmführenden 1. Violine die Figur mit punktiertem Rhythmus aus dem ersten Teil des Themas, während die übrigen Instrumente mit ausgehaltenen Noten (Bläser) und Tremolo (übrige Streicher) begleiten. Ab Takt 38 folgt die Abwärts-Sequenzierung eines Tonleitermotivs in der weiterhin stimmführenden 1. Violine, während der Bass eine schreitende Gegenbewegung aufwärts dagegen setzt.
Das zweite Thema (ab Takt 53) mit ruhigerem Charakter besteht aus zwei viertaktigen Phrasen. In Phrase 1 spielen nur die Violinen im Dialog, wobei das Intervall der Terz abwärts (vom Ende des ersten Themas) eine wichtige Rolle spielt. In Phrase 2 stimmen die übrigen Streicher mit ein. Auch das zweite Thema wird wiederholt, und auch hier ist Phrase 2 variiert als zunächst zögerliche, dann energischere Erweiterung mit „extremer Exzentrik“ (Akzente auf den unbetonten Taktzeiten). In der Schlussgruppe (ab Takt 70) verwendet Haydn einen weiteren besonderen Effekt: Es erscheint zuerst fünf Takte lang mit dem Dominantseptakkord von F-Dur die gleiche Harmonie in Tonrepetitionen, als ob die Musik stehenzubleiben drohe. Gleichzeitig werden die Notenwerte immer länger: Von Sechzehnteln über Achteln zu Vierteln bis hin zu ganztaktigen Noten. Dazu hat Haydn in Takt 72 ein „calando“ geschrieben (Verlangsamung des Tempos und Zurücknahme der Dynamik). „Durch diese Vorschrift unterstreicht er also noch den in der Musik sozusagen schon auskomponierten Vorgang des Ritardierens.“ Ein absteigender F-Dur-Dreiklang der Oboen beendet die Exposition.
Die Durchführung fängt nicht wie üblich mit dem ersten Thema in der Dominante an, sondern greift den absteigenden Dreiklang vom Ende der Exposition auf, der durch verschiedene Tonarten (D-Dur, g-Moll, Es-Dur) und Instrumente geführt wird. Auch Verzögerungen erscheinen nochmals, zuerst in Form absteigender Dreiklänge, kurz darauf als Tonrepetition. In Takt 108 setzt dann das erste Thema in der Subdominanten Es-Dur ein, wobei der zweite Teil mit seiner „chromatisch gefärbte Harmonik plötzlich etwas Geheimnisvolles, Rätselhaftes gewinnt“, ehe Haydn ab Takt 125 das Tonleitermotiv abwärts sequenziert.
Den Reprisenbeginn hat Haydn verschleiert: Der Auftritt des zweiten Themas als Variante in g-Moll wird von einer chromatischen, zur Tonika B-Dur führenden Passage unterbrochen. „Als ob gerade nichts Ungewöhnliches passieren würde“, beginnt der zweite Teil vom ersten Thema, und dem Hörer wird klar, dass „man sich mitten in der Reprise befindet.“ Auf das Terzmotiv folgt nun der erste Thementeil als Variante mit „geradezu ruppigen Akkordschläge(n)“, in dem die Figur mit dem punktierten Rhythmus dominiert bis hin zur sechtaktigen Unisonopassage. Die übrige Reprise (Passage mit sequenziertem Tonleitermotiv, zweites Thema, Schlussgruppe) sind ähnlich der Exposition strukturiert. Exposition sowie Durchführung und Reprise werden wiederholt.

### Zweiter Satz: Adagio
Es-Dur, 2/4-Takt, 93 Takte
Im Adagio treten die solistischen Hörner und Oboen über eine ruhig dahinschreitende, grundierende Streicherbegleitung (Violinen spielen gedämpft), wobei die Soli für die Hörner anspruchsvoll zu spielen sind: Das beginnende 1. Horn führt in seinem achttaktigen Thema die Stimme „schwindelerregend hoch“ bis zum zweigestrichenen As. Darauf antwortet das 2. Horn als Abfolge von vier ganztaktigen Noten in extrem tiefer Lage bis zum dominantischen Kontra-B. Nun gesellt sich auch die 1. Oboe dazu – wiederum in hoher Lage.

„Die unmittelbare Gegenüberstellung dieser extremen Lagen wirkt so ungewöhnlich, ja fast kurios, daß sich der Verdacht aufdrängt, Haydn habe hier wieder einmal irgendeinen Spaß im Sinn gehabt. Sollte es vielleicht eine besondere Überraschung für Fürst Nikolaus sein? Wollte Haydn vielleicht seine Hornisten auf die Probe stellen? Oder war es ganz einfach das Vergnügen, einmal ein solches Experiment zu wagen? Was auch immer den Anlaß gegeben haben mag: die Musiker in Haydns Kapelle, die solche Partien zu spielen vermochten, müssen schon hervorragende Könner gewesen sein.“

Auf die anschließende Passage der Streicher mit Triolen in den Violinen folgt die Schlussgruppe, die die Triolen als klopfende Tonrepetition forte weiterführt (anfangs effektvoll nur im Horn) mit charakteristischen Dissonanzen und echoartiger Wiederholung im Piano.
Die Durchführung beginnt mit neuen Soli erst für die 1. Oboe, dann wiederholend für beide Hörner. Eine „lange, sinnierende Passage“ mit kontinuierlicher Triolenbewegung der Violinen führt zur Reprise. Kurz vor Repriseneintritt hat Haydn ein die Bewegung und Lautstärke zurücknehmendes „calando“ (wie im vorigen Vivace) vorgeschrieben.
Die Reprise ist gegenüber der Exposition verändert: Das 2. Horn greift am Ende vom Solo des 1. Horns die Triolenfigur auf, die dann im Wechsel von Tonrepetition und kontinuierlicher Bewegung im 2. Horn und den Streichern weitergeführt wird. Das tiefe Solo vom 2. Horn folgt erst in Takt 78, das Horn erreicht nun unter der Triolenbegleitung der Streicher und Oboen sogar das Kontra-A. Mit der um einen Takt verlängerten Triolenpassage und der Schlussgruppe endet der Satz. Beide Satzteile (Exposition sowie Durchführung und Reprise) werden wiederholt.

### Dritter Satz: Menuetto
B-Dur, 3/4-Takt, mit Trio 56 Takte
Das Menuett ist durch sein Hauptmotiv aus vierfach klopfender Tonrepetition in Vierteln mit angehängter Sechzehntel-Verzierungsfloksel gekennzeichnet. Beide Teile des Menuetts sind achttaktig. Viola und Bass spielen in jedem Teil vier Wiederholungen des gleichen zweitaktigen Motivs in unterschiedlichen Stufen. In einer Esterházy-Stimmensammlung ist dies verschlüsselt als „Rätselnotation“ angegeben: Es ist immer dasselbe Motiv in gleicher Lage notiert, die „richtige“ Lage ergibt sich durch die vorgezeichneten Schlüssel. Am Ende des zweiten Teils erreicht das 1. Horn mit dem zweigestrichenen B wieder eine hohe Stimmlage.
Das Menuett ist in den meisten Quellen mit zwei Trios überliefert, allerdings enthält die einzige Quelle aus den Esterházy-Archiven (die allerdings nicht authentisch ist) nur das zweite Trio. Das Vorhandensein von zwei Trios ist in Haydns sinfonischem Schaffen einzigartig.
Beide Trios unterscheiden sich in ihrer Form (Trio 1 aus 8 + 8 Takten, Trio 2 aus 8 + 16 Takten) und der Instrumentierung (Trio 1 nur für Streicher, Trio 2 mit Bläsern). Im Trio 1 fällt der häufig verwendete lombardische Rhythmus auf, im Trio 2 (das im ersten Teil die rhythmische Schlusswendung von Trio 1 verwendet) – wie im Adagio – die sehr anspruchsvollen Soli für die Hörner: Das 1. Horn steigt bis zum zweigestrichenen B hinauf. Dies ist der höchste Ton, der bis dahin je für Horn geschrieben wurde. Das 2. Horn muss in virtuosen Triolenfiguren den weiten Tonumfang vom zweigestrichenen D bis zum großen F durchmessen. Möglicherweise stammt das erste Trio nicht von Haydn.

### Vierter Satz: Allegro
B-Dur, 2/4-Takt, 114 Takte
Der Satz stellt eine Mischung aus Rondo und Variationssatz dar („Variationsrondo“: Refrain mit Couplets, der Refrain wird aber selbst variiert). Alle Teile sind zweiteilig-symmetrisch aus 2x8 Takten aufgebaut, jeder Achttakter wird wiederholt.
- Vorstellung des Refrains in den Streichern (B-Dur, piano, Takt 1 bis 16).
- Variation[10] 1 des Refrains mit Bläserbegleitung (B-Dur, forte, Takt 17 bis 32)
- Couplet 1 mit „leicht schmerzlich getönter Melodie“[10] in 1. Oboe und 2. Violine (Es-Dur, piano, Takt 33 bis 48).
- Wiederholung des Refrains mit Bläserbeteiligung und Akzenten auf unbetonten Taktzeiten im dritten Viertakter (B-Dur, Takt 49 bis 64).
- Couplet 2 für mit Bläserbeteiligung (g-Moll, fortissimo, Takt 65 bis 80). Antony Hodgson[4] hebt den „ausgelassen-sprudelnden Effekt“[12] hervor.
- Variation 2 des Refrains mit dominanten Bläsern bzw. Dialog von Bläsern und Streichern („Reduktion auf einen schlagerhaft-simplen Kern“[10], B-Dur, Takt 81 bis 96)
- Coda mit Bläserfanfare und Tremolo („prächtiger Tutti-Tusch“[10], Takt 97 bis 114, B-Dur, überwiegend forte, am Ende Kontrast pianissimo – fortissimo).